# 生体機能探査推進機構
NPO法人生体機能探査推進機構（せいたいきのうたんさすいしんきこう、英: Biofunctional Finding Organization, NPO）は、ヒトの生体機能及びその関連分野の研究・開発、普及・啓発により、人々の生活の質の向上及び公共の福祉に寄与することを目的とし、2019年7月16日に、特定非営利活動法人（NPO法人）として組織された法人である。
　千葉県千葉市美浜区ひび野1-1幕張国際研修センター内に法人事務局を置いている。

## 活動事業
法人の目的を達成するため、以下の特定非営利事業を行う。
　（1） ヒトの生体機能及びその関連分野の研究･発表事業
　（2） ヒトの生体機能及びその関連分野の論文図書等の発行事業
　（3） ヒトの生体機能及びその関連分野の普及啓発事業
　（4） その他この法人の目的を達成するために必要な事業